# Aïn Sebaâ
Aïn Sebaâ (en àrab عين السبع, ʿAyn as-Sabʿ; en amazic ⵄⵉⵏ ⵙⴱⴰⵄ) és un districte (arrondissement) de la ciutat de Casablanca, dins la prefectura de Casablanca, a la regió de Casablanca-Settat, al Marroc. Segons el cens de 2014 tenia una població total de 171.452 persones. És una àrea industrial en la carretera a Mohammédia on s'hi ha instal·lat moltes empreses marroquines. També hi ha la seu de l'emissora de televisió 2M TV i l'estació d'Aïn Sebaâ, ben comunicada amb el port de Casablanca.

## Residents notables
- Abdelhak Aatakni - boxador olímpic